# علم القرم

علم جمهورية القرم

علم جمهورية القرم ذاتية الحكم

علم جمهورية القرم أعتمد رسميا في 4 حزيران - يونيو من سنة 2014 عقب ضم الاتحاد الروسي للقرم ويتكون علم جمهورية القرم من ثلاثة ألوان مرتبة بصورة أفقية وهي الكحلي والأبيض والأحمر.

## النظام اللوني
| النموذج اللوني (جمهورية القرم)       | كحلي        | أبيض        | أحمر       |
| ------------------------------------ | ----------- | ----------- | ---------- |
| النموذج اللوني سيان ماجنتا أصفر أسود | 100-38-0-30 | 0-0-0-0     | 0-85-89-14 |
| ألوان الويب                          | 2E2875#     | #FFFFFF     | #DA2922    |
| النموذج اللوني أحمر أخضر أزرق        | 46-40-117   | 255-255-255 | 218-41-34  |

| النموذج اللوني (جمهورية القرم ذاتية الحكم) | أزرق        | أبيض        | أحمر       |
| ------------------------------------------ | ----------- | ----------- | ---------- |
| النموذج اللوني سيان ماجنتا أصفر أسود       | 100-38-0-30 | 0-0-0-0     | 0-85-89-14 |
| ألوان الويب                                | 006FB2#     | #FFFFFF     | #DB2017    |
| النموذج اللوني أحمر أخضر أزرق              | 0-111-178   | 255-255-255 | 219-32-23  |

## أعلام سابقة

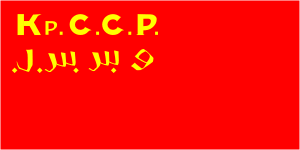
علم جمهورية القرم ذات الاستقلال الذاتي السوفيتية الاشتراكية في عام 1921.
علم جمهورية القرم ذات الاستقلال الذاتي السوفيتية الاشتراكية في عام 1929.
علم جمهورية القرم ذات الاستقلال الذاتي السوفيتية الاشتراكية في عام 1938.